# Anne Askew

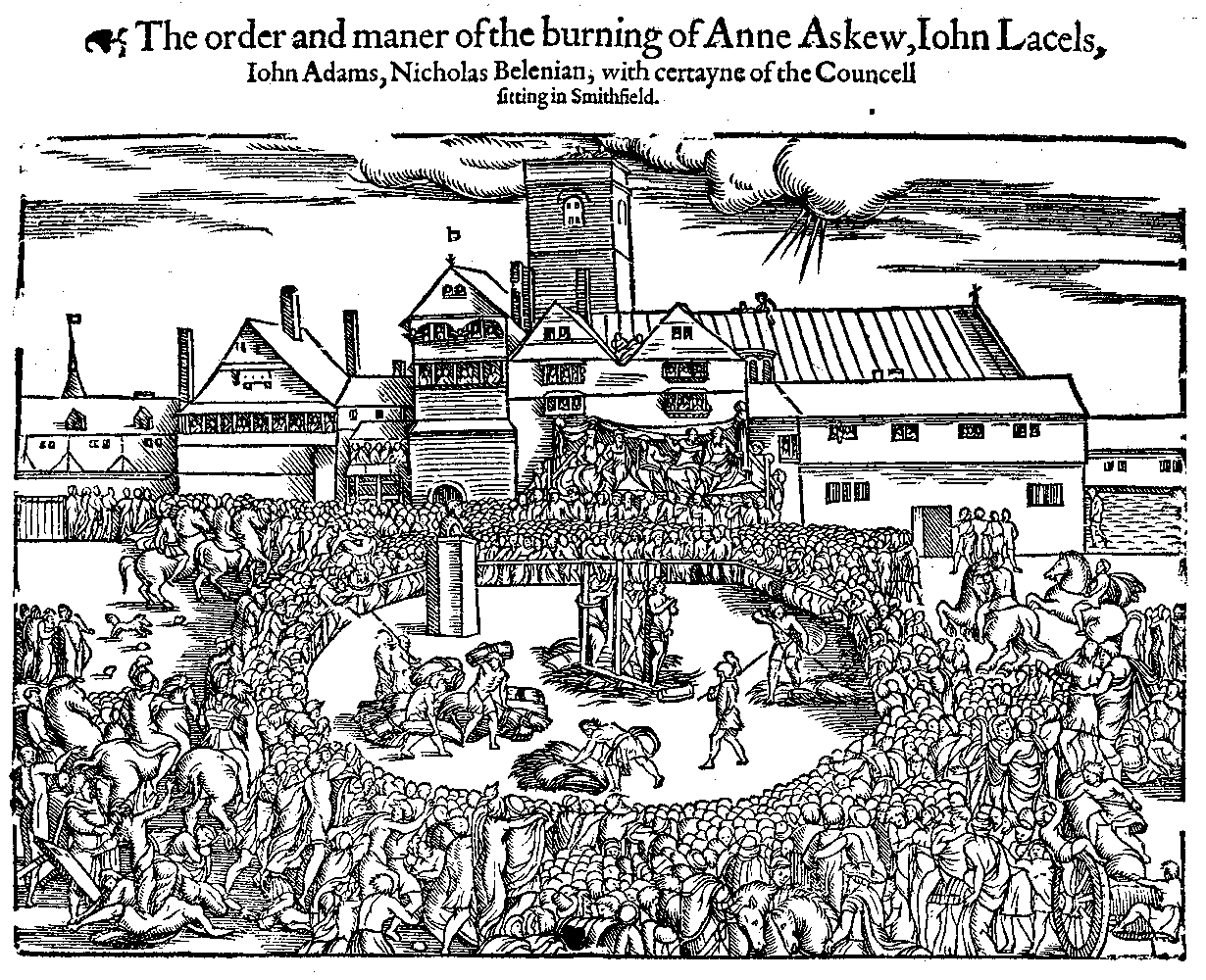
Xilogravura da queima de Anne Askew, por heresia, em Smithfield em 1546.

Anne Askew (Lincolnshire, 1520/1521 – 16 de julho de 1546) foi uma escritora, poeta e pregadora anabatista inglesa que foi condenada como herege na Inglaterra durante o reinado de Henrique VIII da Inglaterra. Ela e Margaret Cheyne, esposa de Sir John Bulmer, que foi igualmente torturada e executada após a Peregrinação da Graça em 1537, são as únicas mulheres registradas conhecidas por terem sido torturadas na Torre de Londres e queimadas na fogueira.
Ela também é uma das primeiras poetisas conhecidas a compor na língua inglesa e a primeira inglesa a pedir o divórcio.

## Execução
Anne Askew foi queimada na fogueira em Smithfield, Londres, aos 25 anos, em 16 de julho de 1546, com John Lascelles, Nicholas Belenian e John Adams. Ela foi levada para a execução em uma cadeira vestindo, pois não conseguia andar e cada movimento causava dor intensa. Ela foi arrastada da cadeira para a estaca que tinha um pequeno assento preso a ela, na qual ela se sentou montada. Correntes foram usadas para prender seu corpo firmemente à estaca nos tornozelos, joelhos, cintura, peito e pescoço.
Antes de sua morte, os prisioneiros foram oferecidos uma última chance de perdão. O bispo Shaxton subiu ao púlpito e começou a pregar para eles. Suas palavras foram em vão, no entanto. Askew ouviu atentamente todo o seu discurso. Quando ele falava qualquer coisa que ela considerasse verdade, ela expressava audivelmente a concordância; mas quando ele disse algo contrário ao que ela acreditava que as Escrituras declaravam, ela exclamou: "Ali ele erra e fala sem o livro."